# Langmyrskog
Langmyrskog är ett naturreservat i Kräklingbo socken i Region Gotland på Gotland.
Området är naturskyddat sedan 2008 och är 44 hektar stort. Reservatet består av barrblandskog, tätare sumpskogar, helt öppna hällmarker samt agmyrar, där Langmyr i nordost är den största.